# (638) Moira
(638) Moira – planetoida z pasa głównego asteroid okrążająca Słońce w ciągu 4 lat i 191 dni w średniej odległości 2,73 j.a. Została odkryta 5 maja 1907 roku w Taunton (Massachusetts) przez Joela Metcalfa. Nazwa planetoidy pochodzi od Mojr, bogiń losu w mitologii greckiej. Przed nadaniem nazwy planetoida nosiła oznaczenie tymczasowe (638) 1907 ZQ.